# Stachys floridana
Stachys floridana är en kransblommig växtart som beskrevs av Shuttlw. och George Bentham. Stachys floridana ingår i släktet syskor, och familjen kransblommiga växter. Inga underarter finns listade i Catalogue of Life.

## Bildgalleri

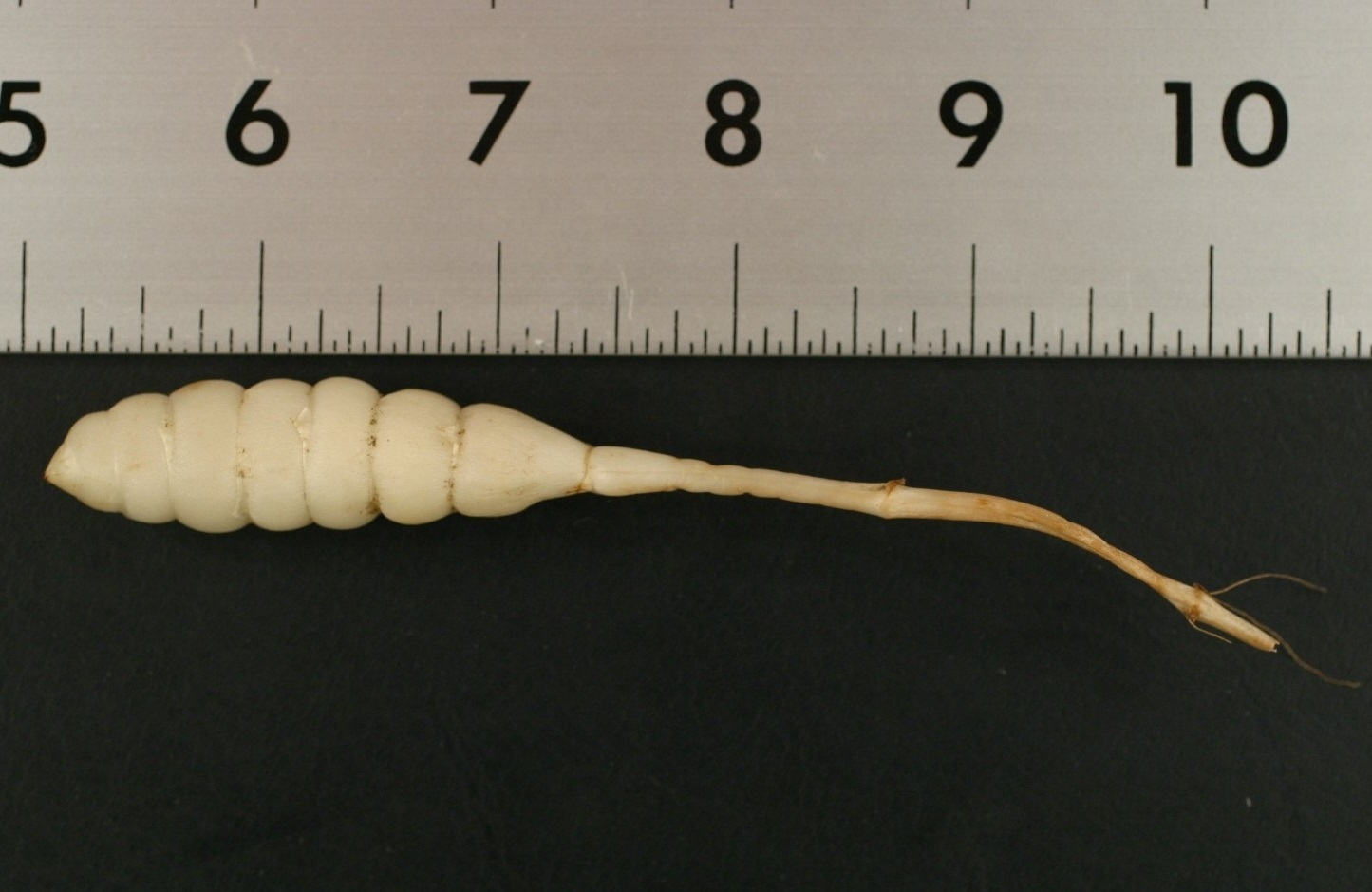